# Il faudra leur dire
Il faudra leur dire est une chanson de Francis Cabrel. Elle a été sortie en single crédité à « Cabrel et les enfants » en 1986.

## Développement et composition
La chanson a été écrite et composée par Francis Cabrel lui-même. L'enregistrement a été produit par Georges Augier.
Elle a été composée à l'origine pour le baptême de sa première fille. Elle a été ensuite utilisée pour illustrer le court-métrage sur la leucémie Doru huit ans : vivre vite de Michel Brack.
Le chœur d'enfants est interprété par les Petits chanteurs d'Asnières : Alexandra Pailly, Frederic, Mathieu, Yannick Luce,. Les enfants ont été dirigés par Daniel Danglard, ancien membre du groupe des Poppys.

## Performance commerciale
La chanson a atteint la 2e place en France.

## Liste des pistes
Single 7" 45 tours CBS 650291 7 (1986)
1. Il faudra leur dire (3:42)
2. Il faudra leur dire (Instrumental) (3:42)[1]

## Reprises
La chanson a été reprise, entre autres, par Michèle Torr avec Nina Vidal-Guigues, la petite-fille de Michèle, Ray Charles, Kids United avec Corneille, Les Prêtres et Vox Angeli.

## Classements
| Classement (1987)                                   | Meilleure position |
| --------------------------------------------------- | ------------------ |
| France (SNEP)                                       | 2                  |
| Classement (2015)                                   | Meilleure position |
| Belgique (Wallonie Ultratop Back Catalogue Singles) | 41                 |